# Mackinacbron
Mackinacbron, (engelska Mackinac Bridge, även kallad Mighty Mac eller Big Mac) är en hängbro som förbinder de övre och nedre halvöarna i den amerikanska delstaten Michigan. Den sträcker sig över Mackinacsundet, en vattenmassa som förbinder Lake Michigan och Lake Huron, två av de stora sjöarna. Öppnad 1957, hade den 8,038 km långa bron världens 27:e längsta huvudspann och är en av de längsta hängbroarna mellan ankarplatser på västra halvklotet. Mackinac Bridge är en del av Interstate 75 (I-75) och Lake Michigan och Huron-delarna i Great Lakes Circle Tour över sundet. Den är också ett segment av US North Country National Scenic Trail. Bron förbinder staden St. Ignace i norr med byn Mackinaw City i söder.
Föreslagen sedan 1880-talet ritades bron av ingenjören David B. Steinman och färdigställdes 1957 efter många decennier av kamp för att få börja bygga. Bron har sedan dess blivit en ikonisk symbol för delstaten Michigan.

## Historik

### Bakgrund
När användningen av statens mineral- och timmerresurser ökade under 1800-talet blev området ett viktigt transportnav. År 1881 bildade de tre järnvägarna som nådde sundet, Michigan Central, Grand Rapids & Indiana och Detroit, Mackinac & Marquette, tillsammans Mackinac Transportation Company för att driva en järnvägsvagnsfärja över sundet och förbinda de två halvöarna.
Vid ett möte i juli 1888 i styrelsen för Grand Hotel på Mackinac Island föreslog Cornelius Vanderbilt II att en bro skulle byggas över sundet med en design liknande den som då byggdes över Firth of Forth i Skottland. Detta skulle främja handeln i regionen och bidra till att förlänga resortsäsongen för hotellet. Decennier gick dock utan någon formell åtgärd och 1920 förespråkade Michigan State Highway Commissioner byggandet av en flytande tunnel över sundet.
År 1923 beordrade den statliga lagstiftaren State Highway Department att upprätta färjetrafik över sundet och år 1928 hade färjetrafiken blivit så populär och så dyr att driva att guvernör Fred W. Green beordrade avdelningen att studera möjligheten att bygga en bro över sundet. Avdelningen ansåg att idén var genomförbar och uppskattade kostnaden till 30 miljoner USD (motsvarande 377 miljoner USD 2021).
Efter ytterligare fördröjningar och osäkerhet kring projektets finansiering lades ytterligare arbete på is på grund av andra världskrigets utbrott. Mackinac Straits Bridge Authority avskaffades av delstatens lagstiftande församling 1947, men samma organ skapade en ny Mackinac Bridge Authority tre år senare och i juni 1950 anställdes ingenjörer för projektet. Då rapporterades det att bilar som köade till färjan vid Mackinaw City inte nådde St. Ignace förrän fem timmar senare, och den typiska kapaciteten på 460 fordon per timme kunde inte matcha de uppskattade 1 600 för en bro.
Efter en rapport från ingenjörerna i januari 1951 godkände delstatens lagstiftare försäljning av 85 miljoner USD (motsvarande 706 miljoner USD 2021) i obligationer för brobyggande den 30 april 1952. Men en svag obligationsmarknad 1953 framtvingade en försening på mer än ett år innan obligationerna kunde utges.

### Byggnation

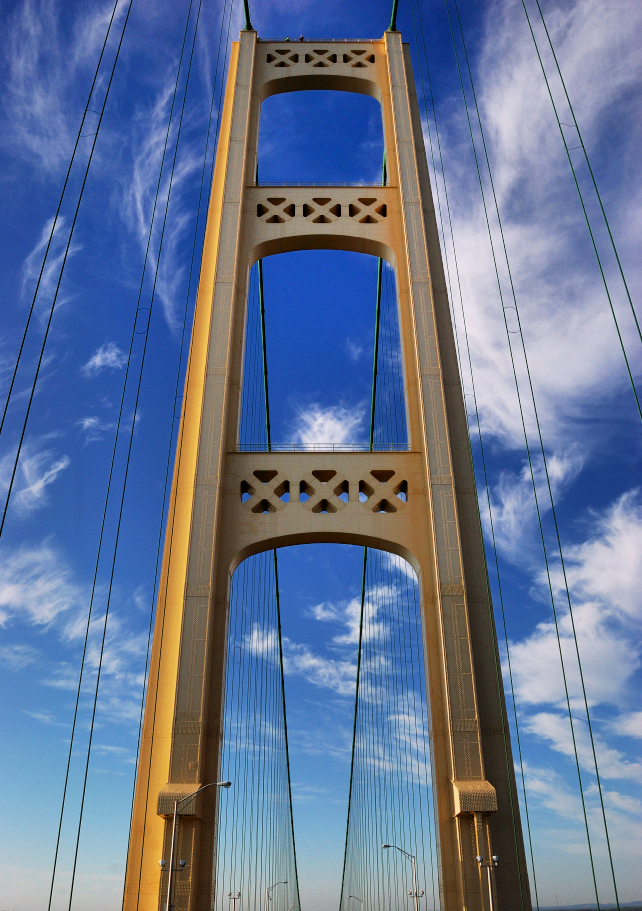
Bild av brons norra torn

David B. Steinman utsågs till konstruktionsingenjör i januari 1953 och i slutet av 1953 hade uppskattningar och kontrakt förhandlats. En byggnadsingenjör på företaget, Abul Hasnat, gjorde de preliminära planerna för bron. Total kostnadsuppskattning vid den tiden var 95 miljoner USD (motsvarande 779 USD-dollar 2021) med beräknat färdigställande till 1 november 1956. Insamlade vägtullar skulle betala för bron på 20 år. Utbyggnaden började den 7 maj 1954. Bron byggdes under två stora kontrakt. Merritt-Chapman och Scott Corporation i New York tilldelades kontraktet för allt större underbyggnadsarbete för 25,7 miljoner USD (motsvarande 211 miljoner USD 2021), medan American Bridge Division of United States Steel Corporation tilldelades ett kontrakt på mer än 44 miljoner USD (motsvarande 358 miljoner USD 2021) för att uppföra stålöverbyggnaden.
Byggandet tog tre och ett halvt år (fyra somrar, inget vinterarbete) till en total kostnad av 100 miljoner USD och fem arbetares liv. Tvärtemot vad många tror är ingen av dem begravda i bron. Den öppnade för trafik enligt tidtabell den 1 november 1957, och färjetrafiken avbröts samma dag. Bron invigdes formellt den 25 juni 1958.
G. Mennen Williams var guvernör under byggandet av Mackinacbron. Han började traditionen med att guvernören leder Mackinac Bridge Walk över den varje Labor Day. Senator Prentiss M. Brown har kallats "fadern till Mackinac Bridge", och hedrades med en speciell minnesbromynt skapat av Mackinac Bridge Authority.

### Senare år
Bron nådde officiellt sin 100-miljonte passerande fordon exakt 40 år efter invigningen, den 25 juni 1998. 50-årsdagen av brons öppnande firades den 1 november 2007, i en ceremoni som anordnades av Mackinac Bridge Authority på visningspark i anslutning till St. Ignace Causeway. Bron utsågs som ett National Historic Civil Engineering Landmark av American Society of Civil Engineers 2010.
Bron firade sin 150 miljonte fordonskorsning den 6 september 2009.